# Inverfest
Inverfest es un festival de música que se celebra en Madrid. El festival, que muestra las novedades del panorama musical español, abarca distintos estilos y se celebra desde 2015 en el invierno, durante los meses de enero y febrero.

## Desarrollo
Inverfest es un festival ecléctico que abarca diversos géneros y estilos: flamenco,  género urbano, rock, pop, indie, folk y música electrónica o de baile. Desde 2015 han actuado artistas consolidados y otros  artistas emergentes, entre ellos Rosalía, José Mercé, IZAL, Xoel Lopez, Carlos Nuñez, Martirio, James Rhodes, Goran Bregovic, Iván Ferreiro, Rita Payés, Tindersticks, Luis Eduardo Aute, Depedro, Carmen Linares, Derby Motoreta´s Burrito Kachimba, Alice Wonder, Pablo Milanés, Rodrigo Cuevas, Quique González, Silvia Pérez Cruz, Recycled J, Israel Fernández, Yung Beef, Los Zigarros, Ariel Rot, Kiko Veneno o M Clan.
En paralelo a la programación musical, el festival incluye ciclos de otras disciplinas artísticas: ciclo de comedia, el Inverfest Comedy; ciclo de poesía, el Inververso, ciclo de cine, La Nevera Film Fest; ciclo de charlas, Conversaciones Polares; y una serie de televisión con entrevistas a artistas que han pasado por el festival, La Nevera de Inverfest.
La asistencia al festival ha evolucionado, incrementándose el número de asistentes:  de 5.000 asistentes en 2015, hasta llegar a 90.000 en su novena edición (2023). En cuanto a programación, en la primera edición se celebraron  4 conciertos y en 2023, fueron un total de 83 actuaciones musicales.

## Historia

### 2015 – 2018: Inicios en el Teatro Circo Price
Toda su programación se desarrolló en el Teatro Circo Price. Este formato fue replicado en las ediciones posteriores, incrementandose la programación y plantel artístico del festival. De los 5 conciertos iniciales se pasó a 16 conciertos en 2018. 

#### 2015 (15 - 18 de enero)
Se celebraron 5 conciertos y hubo una asistencia de 5.000 personas en total. Actuaron: 
José Mercé, Band of Skulls,  Film Symphony Orchestra, y Alex O’Dogherty.

#### 2016  (14 - 31 de enero)
Se ofrecieron 20 conciertos.  La asistencia fue de  15.000 personas, y actuaron:  
Luis Eduardo Aute,Martirio, Izal, Niña Pastori, Revolver, Xoel Lopez, Candela y Los Supremos,, The Pinker Tones, Ute Lemper, La Fantástica Banda. 

#### 2017 (12, 29 de enero)
Se celebraron 17 conciertos y asistieron 20.000 personas.  Actuaron: 
Fuel Fandango, José Mercé, James Rhodes, La Habitación Roja, Carlos Nuñez, Carmen Linares, Xoel Lopez- Miguel Campello, Elefantes, The New Raemon,McEnroe, The Gift, The Pinker Tones, Solo Muchachito & Santos de Veracruz, Flamenquillos, Chumi Chuma, Furious Monkey House

#### 2018 (12 enero, 4 febrero)
Se celebraron 16 conciertos y asistieron 28.000 personas. Actuaron:
Rosalía & Raül Refree,Los Chichos, Goran Bregovic, Ivan Ferreiro, Bebe, Carlos Núñez, Neuman + Viva Suecia + Cintia Lund, M Clan, Andres Suarez, Depedro, Mayte Martín, Zenet, Petit Pop, Gemeliers, Los Chicos del Coro, Toom Pak.

### 2019-2020: Crecimiento
Se amplió el número de sedes participantes. En 2019 además del Teatro Circo Price,  el festival se celebró en el Teatro Barceló, la Sala El Sol y los Cines Golem.  En 2020  se celebró en salas con mayor aforo, como WiZink Center, Teatro Circo Price, Sala La Riviera, Teatro Eslava y la Sala But. La asistencia pasó de 40.000 espectadores en 2019 a 80.000 en 2020. 

#### 2019 (10 de enero – 7 de febrero)
Se celebraron 40 conciertos y en paralelo dos Inververso y cuatro Nevera film fest; y hubo 40.000 asistentes. Actuaron: 
Pablo Milanés, Morgan, Fito Paez, Rodrigo Cuevas, Maldita Nerea,Fresones Rebeldes + Anni B. Sweet + Eguala, Farruquito, Tu Otra Bonita, Pedro Guerra, Albert Pla, Carlos Núñez, The David Bowie Alumni Tour, Revolver , Second , Dulce Pontes, Ainhoa Arteta, Marwan ,- El Niño de la Hipoteca, Petit Pop, The Pinker Tones, Chumi Chuma, Voca People,, Bely Basarte, Sr. Chinarro, Javier Gurruchaga y La Orquesta Mondragón, Gemeliers, Kiki Morente, Zelada, La Canalla, Marta Soto, Rubén Pozo y Lichis, Mäbu, Txetxu Altube, Pilu Velver, Pablo Moreno, Erre Violet, Neleonard + Tronco + Dj Luis Elefant, Chelsea Boots, Jim Jones & The Righteous Mind, The Crab Apples + Tirano + Ciudadano Estándar, Andy Chango y amigos, Nixon.
Los Inververso fueron dirigidos por Peru Saizprez y Barbara Corsini y con Ricardo Lezón y Ajo & Min como poetas invitados.
En La Nevera Film Fest se presoentaron: Noche Leto (estreno biopic Leto) – Noche Morente (documental Omega) – Noche Oasis (documental Supersonic) – Noche Joy Division (largometraje Control)

#### 2020 ( 9 de enero – 14 de febrero)
Se celebraron 36 conciertos. En paralelo se desarrollaron seis Inververso, ocho nevera film fest y una de las conversaciones polares; asistieron 80.000 personas. Actuaron: 
Quique González, Estrella Morente, Xoel López, Nacho Vegas, Amaia, Carlos Nuñez,Juan Valderrama,  Rumours of Fleetwood Mac, Andrea Motis, Tomatito y José Mercé, Ele, Furious Monkey House, Los Zigarros, Fuel Fandango, Shinova, Billy Boom Band, Yo soy Ratón, Noa, Chumi Chuma, Imagine this, Creciendo con mi hermano John Lennon, Manel, Los Punsetes, Depedro, Ketama, El Niño de la Hipoteca, Explosions in the Sky, Christina Rosenvinge, Lagartija Nick, No Me Pises que Llevo Chanclas, Santero y los Muchachos, India Martinez, Funambulista, Maldita Nerea, Astola y Ratón, Mr. Kilombo - Digitalism
En los Inververso, hubo un Micro Abierto de Poesía con Cristina Narea, Iñigo Andión con Jon Andión,  Animalismo Poético y Pat MM, Junior Ferbelles, Dan Millson, Luis Fercán y Pablo Benavente.
En La Nevera Film Fest que se celebró en los Cines Golem se proyectaron: Aute retrato; Matangi / Maya / M.I.A.; Pussy Riot, una plegaria punk; Un Rayo de Luz, homenaje a Pepa Flores; Noche The Beatles; The Devil and Daniel Johnston; Paco de Lucia, La Búsqueda;  y Una noche con la Habitación Roja: 25º aniversario.
En las Conversaciones Polares intervinieron: Los primeros héroes que amé, Los mitos del hombre en la música, Una autopista de poemas hacia el final del mundo. 

### 2021 – 2022: Supervivencia tras la pandemia
El festival tuvo que superar las dificultades y limitaciones derivadas de la pandemia Covid-19 y la borrasca Filomena, forzando a la organización a reprogramar la mayoría de las actuaciones. 
En 2022, con la expansión de Omicrón, una variante del virus Covid-19, la organización tuvo que adoptar medidas de extrema seguridad para los asistentes a los eventos programados. 
En la edición de 2022 el festival aumentó el número de sedes participantes, pasando de 5 sedes en 2021 a 15 sedes en 2022 (WiZink Center, Teatro Circo Price, Sala La Riviera, Sala El Sol, Sala Siroco, Teatro Infanta Isabel, Sala Gruta 77, Sala Mon Live, Sala Nazca, Sala Copérnico, Sala Vesta, C.C.C. Condeduque, Teatro MIRA de Pozuelo, Teatro Casa de la Música en Fuenlabrada y Espacio Joven en Fuenlabrada).
El festival estrenó su primera producción televisiva titulada “La Nevera de Inverfest”. En ella, se realizan una serie de entrevistas personales a los artistas más destacados de la edición, contando a su vez con grabaciones inéditas del concierto. 

#### 2021 (8 de enero – 7 de febrero)
Se celebraron 40 conciertos y un Inververso; asistieron 50.000 personas. Actuaron:
Marwan, Sílvia Pérez Cruz, María Peláe, Recycled J, Pablo Milanés, Carlos Nuñez, María José Llergo, Depedro, Andres Suarez, El Drogas,  Juno,  Homenaje a Carlos Cano,  Cala Vento, Pasión Vega, Eskorzo, Rocío Márquez, El Niño de la Hipoteca,  Fredi Leis, Juan Valderrama, Dani Fernandez,  Petit Pop, Sidonie,,  Alvaro de Luna, Carlos Sadness, Xoel Lopez,  Chumi Chuma,  Hermanos Cubero,  Jansky, Amorante, Lorena Álvarez – Freedonia,  Johnny Garso,  Control Remoto, Asfalto, Rodrigo Cuevas,  Fetén Fetén.
En el Inververso participaron Elvira Sastre, Benjamín Prado y Rebeca Jiménez.

#### 2022 (7 de enero-6 de febrero)
Se celebraron 127 conciertos, una Comedy y un Inververso. Asistieron 65.000 personas. Actuaron:
Yung Beef 41 , Rodrigo Cuevas 42, Carmen linares 43,   M Clan 44, Ariel Rot & Kiko Veneno45, Carlos sadness , Xoel López , Quique González , Los Zigarros ,  Yo soy Raton , Travis Birds  , Carlos Nuñez ,  Chumi Chuma , Nach , Luar Na Lubre , Israel Fernandez , María Arnal i Marcel Bages , Alice Wonder , Morgan ,  Isaac et Nora & Fetén Fetén , Fuel Fandango , Rufus T. Firefly , León Benavente ,  Valeria Castro ,  Shinova , Stay Homas ,  Miguel Campello , Triángulo de Amor Bizarro , Toundra , Pedro Pastor ,  Los Estanques , Los Punsetes – Mastodonte ,  Rock con Ñ – TéCanela , Varry Brava , Johnny Garso – Subze ,  Gonzalo Hermida ,  Young Forest , Tachenko ,  Nogen ,  Ignacio Serrano – Monterrey , Grises – Sugus , Los Telepáticos ,  Tiburón 2 ,  Jack Bisonte , Los Bengala,  Flamingo Tours ,  Dan Millson , Biuti bambú ,  Isma Romero – Ede , Furious Monkey House , Yoly Saa ,  Luis Fercán ,  Rita Payes , Mäbu ,  Los Hermanos Cubero ,  Sandra Bernardo ,  Fetén Fetén , Joan Dausa  ,  Lorena Alvarez ,  Julia de Castro ,  Abraham Boba , Carmen Boza , Sharon Corr ,  Payasos y Fuego , Tulsa , Chucho – Clavero , Niños Mutantes ,  Arde Bogotá , Corizonas – Goa ,  Barcelona Gipsy Balkan Orchestra ,  Los Vinagres ,  Viva Belgrado ,  Fiesta Gong , Joana Serrat – Siloé – Emeterians ,  Los Mambo Jambo , Peter & The Test Tube Babies ,  Mike Sanchez ,  Cuerdos de Atar + Juako Malavirgen ,  The Velvet Candles ,  Mundo Chillón + Kike M , Ferran Palau ,  Margarida Mariño ,  James Heather ,  Daniela Garsal  ,  Control Remoto – Delgao – Staytons – Montañes – Featherweight , Zenet , Sr. Chinarro ,  Jon Andion y Josemi Garzón ,  El Vértigo Perpendicular ,  Delfina Cheb ,  Petit Pop , La Habitación Roja , Rebeca Jimenez & Benjamin Prado , Maria Rodés ,  Rock en Familia  ,  Axolotes Mexicanos + Aiko el Grupo , La Bien Querida , Salvador Sobral.
En el Inververso participó Elvira Sastre, y en Comedy, Ignatius Farray.

### 2023: Vuelta a la normalidad
En 2023 Inverfest ha tenido una afluencia total de 90.000 asistentes, con un total de 41 eventos con las entradas agotadas de antemano.  Hubo una segunda edición de la serie televisiva de entrevistas La Nevera de Inverfest, con Rocío Saiz como conductora del programa. La serie contó con dos temporadas y fue emitida por Movistar +

#### 2023 (6 de enero-5 de febrero)
Se celebraron  83 conciertos, siete Inververso y cinco Comedy. Asistieron 90.000 personas.Actuaron:
The Real Mckenzies, Sex Museum ,   Guitarricadelafuente, Derby Motoreta´s Burrito Kachimba ,  Space Hammurabi , Alice Wonder, Gilipojazz ,  Red Cactus , Camela , Tindersticks , Iseo & Dodosound – Miren ,  Nogen ,  Pablo und Destruktion ,  , Rulo y La Contrabanda , Carlos Nuñez , Amaia , Tomasito – Subze – Casero , Anni B. Sweet , Funambulista ,  Club del Río , Jimmy Barnatan , El Milagro de P. Tinto con música en directo de Fetén Fetén, DakhaBrakha, Varry Brava,  Los Estanques & Anni B. Sweet , Eladio y Los Seres Queridos , La Bien Querida,  Le Nais & Paloma ,  L3mur + Nothingood + Coco Wine , Alberto San Juan , Los Zigarros , Depedro – Valira ,  Marina Herlop,Nacho Vegas,  Anabel Lee , Soleá Morente , Morgan  ,  Antilopez , Amatria – Begut – Belén Aguilera , Sra. Tomasa , Arcángel , Christina Rosenvinge,  Pau Vegas, María Peláe , Baiuca – Grex ,  La Plazuela , Izaro ,  Ona Mafalda , Second , L.A. – Biela + Bernal ,  Sila Lua ,  Litus & Brossa Quartet ,  Los Niños Jesus ,  El Pequeño País del Swing – Ede ,  Vinson + Mr Cobol , Israel Fernández  , Lagartija Nick  , Tangerine Flavour , Pecker , Kevin Johansen ,  Sexy Zebras , Soledad Vélez – Moanday – Recycled J ,  31 Fam  ,  IreneGarry , Egon Soda , Jenny & The Mexicats,  Dr. Explosion ,  Le Birrete ,  Aiko el Grupo + Pipiolas y Bones of Minerva. 
Hubo siete intervenciones en Inververso: Suso Sudón, Alejandra Martínez de Miguel con Silvia Nieva y Olaia Pazos; Alberto San Juan y Fernando Egozcue;  Titilamel – Sharif -  Víctor Coyote – Escandar Algeet + Carlos Salem + Luter. 
Comedy
Ignatius & Ines Hernand ; Grison –Daniel Fez + Sergio Bezos + Fran Pati – Tian Lara + Pablo Chiapella – Luis Álvaro + Rober Bodegas + Nene.

## Sedes
- 2015: Teatro Circo Price
- 2016: Teatro Circo Price
- 2017: Teatro Circo Price
- 2018: Teatro Circo Price
- 2019: Teatro Circo Price, Teatro Barceló, Sala El Sol, Cines Golem,
- 2020: WiZink Center, Teatro Circo Price, Sala La Riviera, Teatro Eslava, Sala But.
- 2021: Teatro Circo Price, Teatro Coliseum, C.C.C. Condeduque, Sala La Riviera, Teatro Auditorio Ciudad de Alcobendas (Alcobendas)
- 2022: WiZink Center, Teatro Circo Price, Sala La Riviera, Sala El Sol, Sala Siroco, Teatro Infanta Isabel, Sala Gruta 77, Sala Mon Live, Sala Nazca, Sala Copérnico, Sala Vesta, C.C.C. Condeduque, Teatro MIRA (Pozuelo), Teatro Casa de la Música (Fuenlabrada), Espacio Joven (Fuenlabrada).
- 2023: WiZink Center, Teatro Circo Price, Sala La Riviera, LULA Club, Teatro Eslava, Sala El Sol, Teatro Infanta Isabel, C.C.C. Condeduque Sala Siroco, Sala Gruta 77, Teatro MIRA (Pozuelo), Teatro Auditorio Tomás y Valiente (Fuenlabrada), Casa de la Música (Fuenlabrada).

## Reconocimientos
- 2019 Finalistas VI Edición Mejor Festival De Mediano Formato Iberian fest.
- 2022 Ganador mejor campaña comunicación de un festival.